# Simone Magill
Simone Magill (* 1. November 1994 in Magherafelt) ist eine nordirische Fußballspielerin. Sie steht derzeit bei Aston Villa unter Vertrag und spielte 2010 erstmals für die A-Nationalmannschaft.

## Karriere

### Vereine
Simone Magill begann ihre Fußballkarriere im Rahmen von Förderprogrammen des Cookstown Youth FC und des Mid-Ulster LFC. In der Saison 2012 war sie mit 18 erzielten Toren Torschützenkönigin der ersten nordirischen Frauenfußball-Liga.
Im Alter von 18 Jahren wechselte Magill zum FC Everton in die FA Women’s Super League. In der Saison 2016 kam sie verletzungsbedingt kaum zum Einsatz, konnte jedoch in der Saison 2017 fünf Treffer in sieben Spielen erzielen.
Im Juni 2017 unterschrieb Magill ihren ersten Vollzeit-Profivertrag bei Everton. Sie war damit die zweite Spielerin beim FC Everton und die erste nordirische Fußballspielerin, die einen Vollzeitvertrag unterschrieb. Im Mai 2019 wurde sie als Everton-Spielerin der Saison ausgezeichnet.
Im Sommer 2022 unterschrieb sie dann einen Zweijahresvertrag bei Aston Villa.

### Nationalmannschaft
Magill spielte für die nordirische U-17-Mannschaft und U-19-Mannschaft. Bei einem Spiel gegen die schottische Fußballnationalmannschaft der Frauen am 23. Mai 2010 kam sie im Alter von 15 Jahren erstmals für die nordirische Nationalmannschaft zum Einsatz.
Im Juni 2016 stellte Magill bei einem Spiel gegen die georgische Fußballnationalmannschaft der Frauen den Rekord für das schnellste Tor bei einem internationalen Frauenfußball-Spiel auf. Mit dem Tor nach elf Sekunden brach sie den bisherigen Rekord der US-Amerikanerin
Alex Morgan, die nach zwölf Sekunden ein Tor erzielt hatte.
Sie wurde Torschützenkönigin im Turnier um den Istrien-Cup 2017 und kam bei der Europameisterschaft 2022 in einem Spiel zum Einsatz.